# Katie McCabe
Katie McCabe (Dublín, 21 de setembre del 1995) és una davantera de futbol internacional per la República d'Irlanda des del 2015. Actualment juga a l'Arsenal.

## Trajectòria
| Anys          | Equip         | Títols                                 | Selecció (fases finals)           |
| ------------- | ------------- | -------------------------------------- | --------------------------------- |
| 11/12 - 14/15 | Raheny United | 1 Lligues, 3 Copes, 1 Copa de la Lliga | Eurocopa sub-19 2014 (semifinals) |
| 15/16         | Shelbourne FC |                                        |                                   |
| 2016 - act.   | Arsenal FC    | 1 Copa, 1 lliga                        |                                   |